# Joseph Valentin Eybel

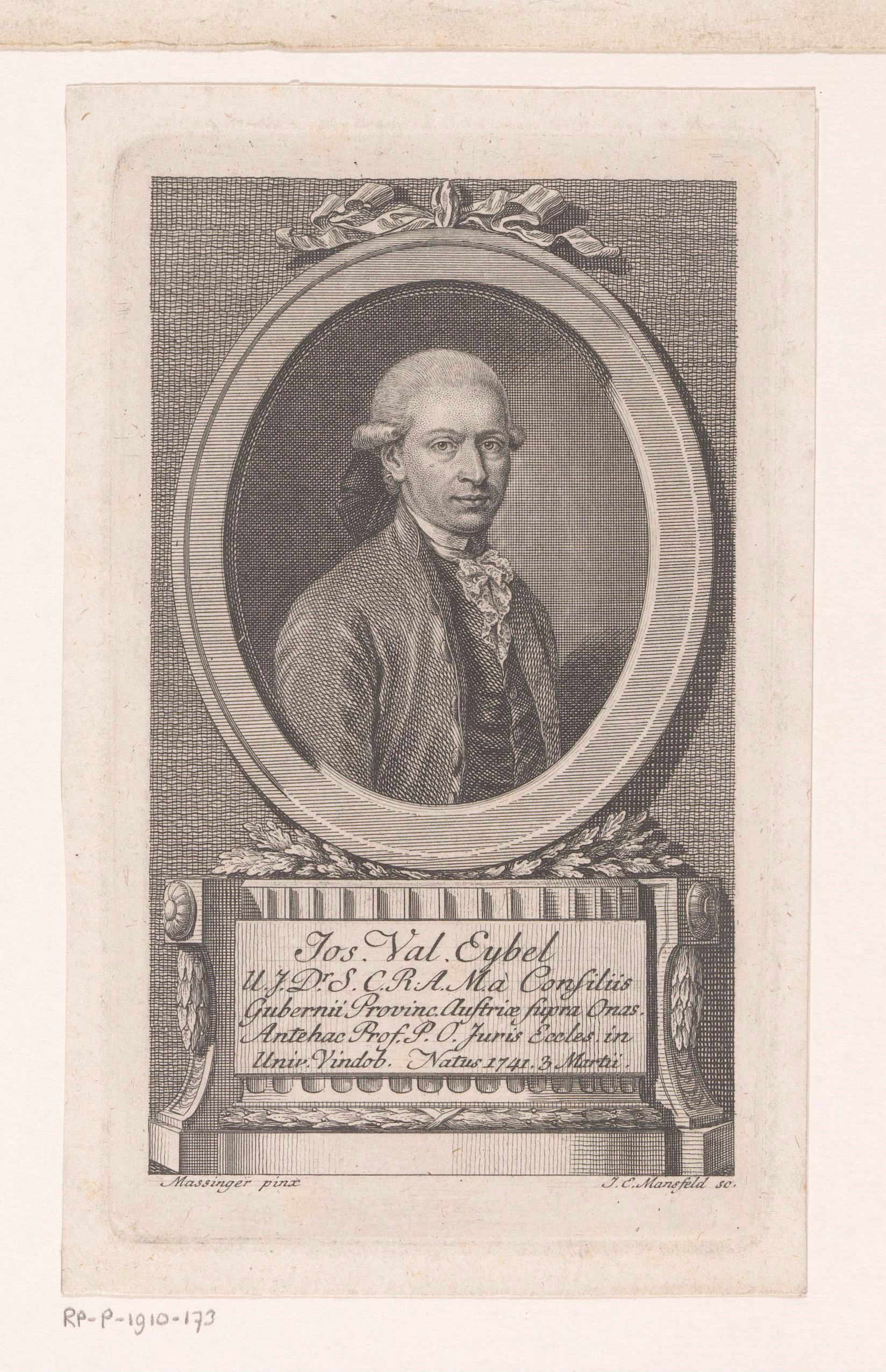
Joseph Valentin Eybel

Joseph Valentin Sebastian Eybel (Pseudonym: Reiner Meisel; * 3. März 1741 in Wien; † 30. Juni 1805 in Linz) war ein österreichischer Publizist.

## Leben
Joseph Valentin Eybel besuchte das Wiener Jesuitengymnasium. Bei den Jesuiten nahm er dann auch das Studium der Philosophie auf, um in den Geistlichen Stand aufgenommen zu werden. Er änderte seine Pläne und ging 1765 als Regierungsadjunkt nach Graz, kehrte jedoch nach Wien zurück. An der Universität Wien nahm er das Studium der Rechtswissenschaft auf. Er wurde dort zum Doktor der Rechte promoviert und weiter durch Paul Joseph von Riegger gefördert. In dessen Nachfolge wurde er 1773 als außerordentlicher Professor an der Wiener Universität tätig und stieg 1777 zum ordentlichen Professor des Kirchenrechts auf. In der Folge der Veröffentlichung seiner Introductio in jus ecclesiasticum catholicorum fiel er in Ungnade und musste seine Professur 1779 aufgeben.
Eybel wechselte 1779 als Landrat zum Referat in geistlichen und Toleranzsachen, der für kirchliche Angelegenheiten zuständigen Behörde, nach Linz, wobei er eine starke Rolle bei den Klosteraufhebungen spielte. 1782 veröffentlichte er die anonyme Schrift Was ist der Papst? sowie weitere Polemiken gegen kirchliche Lehrsätze, wobei ihm zum 20. November 1784 der Kirchenbann mit der päpstlichen Bulle Super soliditate zuteilwurde. Im selben Jahr wurde sein Werk Introductio in jus ecclesiasticum catholicorum durch die Glaubenskongregation auf den Index gesetzt. Er war wegen seiner kirchenkritischen Tätigkeit 1787 erneut gezwungen einen Ortswechsel vorzunehmen und ging als Gubernialrat nach Innsbruck. 1797 kehrte er jedoch nach Linz zurück.

## Werke (Auswahl)
- Introductio in jus ecclesiasticum catholicorum, 4 Bände, Trattner, Wien 1777–1779.
- Was ist der Pabst?, Wien 1782.
- Was ist der Bischoff?, Kurzbeck, Wien 1782.
- Was ist ein Pfarrer?, Kurzbeck, Wien 1782.
- Sieben Kapitel von Klosterleuten, Kurzbeck, Wien 1782.
- Die Heiligen nach den Volksbegriffen, 4 Bände, Rohrmoser und Bergmeister, Leipzig 1791.
- Rechtslehre für das Volk. Eine Wochenschrift, Linz 1796.